# 中山直房
中山 直房（なかやま なおふさ、明暦3年（1657年） - 宝永3年4月29日（1706年6月9日））は、江戸時代の旗本。通称は勘解由（かげゆ）。旗本・中山直守の嫡男。正室は中山信治の娘。
長じて4代将軍・徳川家綱および5代将軍・徳川綱吉に仕える。家譜によれば、綱吉の代、天和3年1月23日（1683年2月23日））より、幕府より火附人を召し取る役（のちの火附改）に任ぜられる。同日、父直守は幕府から盗賊追捕の役を任ぜられた（のちの盗賊改）。天和3年3月2日（1683年2月23日）、「賊徒多捕らへし」を賞せられて、黄金5枚を賜う。「鬼勘解由」とあだ名され、恐れられた。「鬼勘解由」は直守との説もある。元禄6年5月10日（1693年6月13日）、使番を兼任。同年12月18日、布衣着用を許される。元禄2年（1689年）に本所二ツ目に屋敷を拝領し、吉良邸討ち入り事件のときもそこに住んでいた。火事を装っての討ち入りであったが、鬼勘解由とあだ名された中山の屋敷が近所にあったため野次馬も出なかったとされる。元禄16年（1703年）、従兄弟の黒田直邦が常陸下館に大名として封ぜられたとき、現地にて城引渡し役を勤める。宝永元年8月11日（1704年9月9日））、先手組鉄砲頭に就任し、宝永3年4月29日（1706年6月9日））、没。享年50。

## 物語への登場
中山直房が火附改に任じられている天和3年3月に、伝承では八百屋お七の放火事件が起こったことになっている。そのため、多数ある八百屋お七の物語のなかには中山勘解由が登場するものがある。